# Zona adopelagica

Zone pelagiche

La zona adopelagica o hadopelagica (dal greco «come Ade» - in altri termini «invisibile») è il dominio pelagico che comprende le più profonde fosse dell'oceano. Si estende da 6000 metri di profondità fino al punto più basso di tali fosse. Il corrispondente dominio bentonico è il piano adale.
Nel 1960 Jacques Piccard e Don Walsh raggiunsero la fossa delle Marianne, la fossa più profonda della Terra, e scoprirono che anche lì era presente la vita. Si ritiene che quasi tutte le creature che vivono a queste profondità traggano nutrimento dalla neve marina o, nei pressi di sorgenti termali, da varie reazioni chimiche. La mancanza di luce e la tremenda pressione creano condizioni estremamente ostili, a cui solo poche specie si sono adattate. Dato che nessun raggio di luce solare giunge fino a questo strato, le creature abissali hanno vista molto ridotta o, al contrario, occhi molto grandi con cui colgono solamente i bagliori bioluminescenti. Quasi tutti gli animali che vivono sul fondo sono privi di pigmentazione, dato che qualunque colorazione sarebbe inutile in un ambiente senza luce.
Le creature di questa zona, se portate in superficie, muoiono dopo poco tempo a causa della minore pressione. Tra gli animali più comuni della zona adale vi sono meduse, pesci vipera, vermi tubo, cetrioli di mare. La zona adale si può estendere per 6000 metri di profondità; la massima profondità conosciuta è di 10.911 metri; a queste profondità la pressione supera le 1100 atmosfere.